# Miguel María de Echegaray
Miguel María Echeagaray (Xalapa, Veracruz, Nueva España, Imperio Español; 5 de diciembre de 1814-Ciudad de México, México; 12 de febrero en 1891) fue un militar mexicano y luchador social moderado en la Guerra de Reforma y de igual manera se comportó en la lucha contra el invasor francés.

## Primeros años
De 18 años ingresó al Batallón de las Tres Villas. Orizaba, Córdoba y Xalapa. Participó en la toma de San Antonio de Béjar durante la Independencia de Texas. Fue capitán ayudante de Estado Mayor del general Cos. En 1838 participó en la Guerra de los Pasteles. Fue instructor militar de la Guardia de Palacio Nacional.
Juzgado por abofetear a un soldado, fue absuelto. Fue nombrado teniente coronel en 1846 y jefe del 3.er. Batallón de Ligeros. En 1847 tuvo una actuación destacada en la Batalla de Molino del Rey y en la  Batalla de Chapultepec reconquistó las baterías que el enemigo había tomado. En 1855 fue destacado en Colima.

## Guerra de Reforma
Durante la Guerra de Reforma iniciada en enero de 1858, reconoció y participó con el gobierno conservador de Félix María Zuloaga. El 23 de diciembre de 1858 proclamó de forma independiente el Plan de Navidad, cuya finalidad era conciliar a las fuerzas conservadoras y a las fuerzas liberales para dar término a la guerra. El documento se basaba en cinco artículos:
1. Convocar una asamblea en la capital compuesta de tres diputados por cada departamento de la República.
2. La asamblea debería elaborar una constitución para el país, con amplia libertad de bases y de tiempo.
3. Seis meses después de publicada la constitución, se sometería a voto popular para su aprobación y promulgación.
4. Los jefes de los partidos beligerantes (Juárez y Zuloaga) deberían secundar el plan propuesto.
5. Mientras se aprobará la constitución, Echeagaray ejercería el poder supremo para mantener la independencia del país y la paz en el interior.
El gobierno de Zuloaga consideró una traición la proclama de Echeagaray. Por otra parte, en la capital, el general Manuel Robles Pezuela lo respaldó. En comunicación con Echeagaray, se modificó el plan original, y se le llamó Plan de Ayotla, que de igual forma se basó en cinco artículos:
1. Se desconoce al gobierno emanado a consecuencia del Plan de Tacubaya (el gobierno conservador).
2. Una junta popular compuesta de personas de todas partes de la República deben establecer una administración provisional y nombrar a una persona para ejercer el poder supremo.
3. La junta sería convocada por una comisión compuesta por los generales en jefe de los diversos ejércitos.
4. La persona nombrada para ejercer el poder supremo juraría ante la junta, estableciendo así un gobierno provisional.
5. El general Robles sería el jefe de las fuerzas militares hasta establecer el gobierno provisional.
El plan fue secundado por varios comandantes conservadores, entre ellos: el general Pérez en Puebla, el general Domínguez en Cuernavaca, el comandante Lagarde en Ixmiquilpan, el comandante Felipe Blanco en Tulancingo, el general Oronoz en Jalapa, el prefecto Fernández en Texcoco, el comandante Ramírez en Santa Fe, el general Haro en Toluca, el general vicario en Iguala, el general Negrete en Perote y el comandante Vélez en San Luis Potosí.
Dadas las circunstancias el presidente conservador Félix Zuloaga dimitió al cargo. La Junta se estableció conforme al plan el 1 de enero de 1859. Benito Juárez rechazó la invitación, ratificando su postura de respetar la Constitución de 1857. Miguel Miramón se encontraba en Querétaro, al regresar a la capital rechazó las proclamas de Echeagaray y de Robles Pezuela.  Miramón asumió la presidencia  de los conservadores el 2 de febrero de 1859 restableció el Plan de Tacubaya y destituyó a Paredes. La Guerra de Reforma continuó hasta enero de 1861.

## Segunda Intervención francesa
Echeagaray combatió a los franceses durante la Segunda Intervención Francesa en México. Acompañó a Arteaga. Fue subdirector del Colegio Militar y comandante general de Puebla, tomó la plaza de Orizaba.
Fue derrotado en 1865 en Ciudad Guzmán. Desconocido y encarcelado en Puebla, por sus propios oficiales. Encarcelado en Santiago Tlatelolco, se fugó para incorporarse con el general Santos Degollado, (aunque dicho personaje había muerto en 1861). Peleó como jefe de Caballería en la Batalla de San Lorenzo. Fue ascendido a general, participó en el ataque a Morelia.
Derrotado en Zapotlán, fue dado de baja por el gobierno de Benito Juárez. Fue obligado a aceptar la Dirección del penal de Salamanca en  Guanajuato. Pidió ser juzgado pero no lo logró. Tras la muerte de Juárez, apoyó a José María Iglesias para que obtuviera la presidencia de la República en 1876.
Se conserva un manuscrito conocido como Apuntuaciones para la Defensa del General Echeagaray, escritas por él mismo en 1861.